# Dalszerzők napja

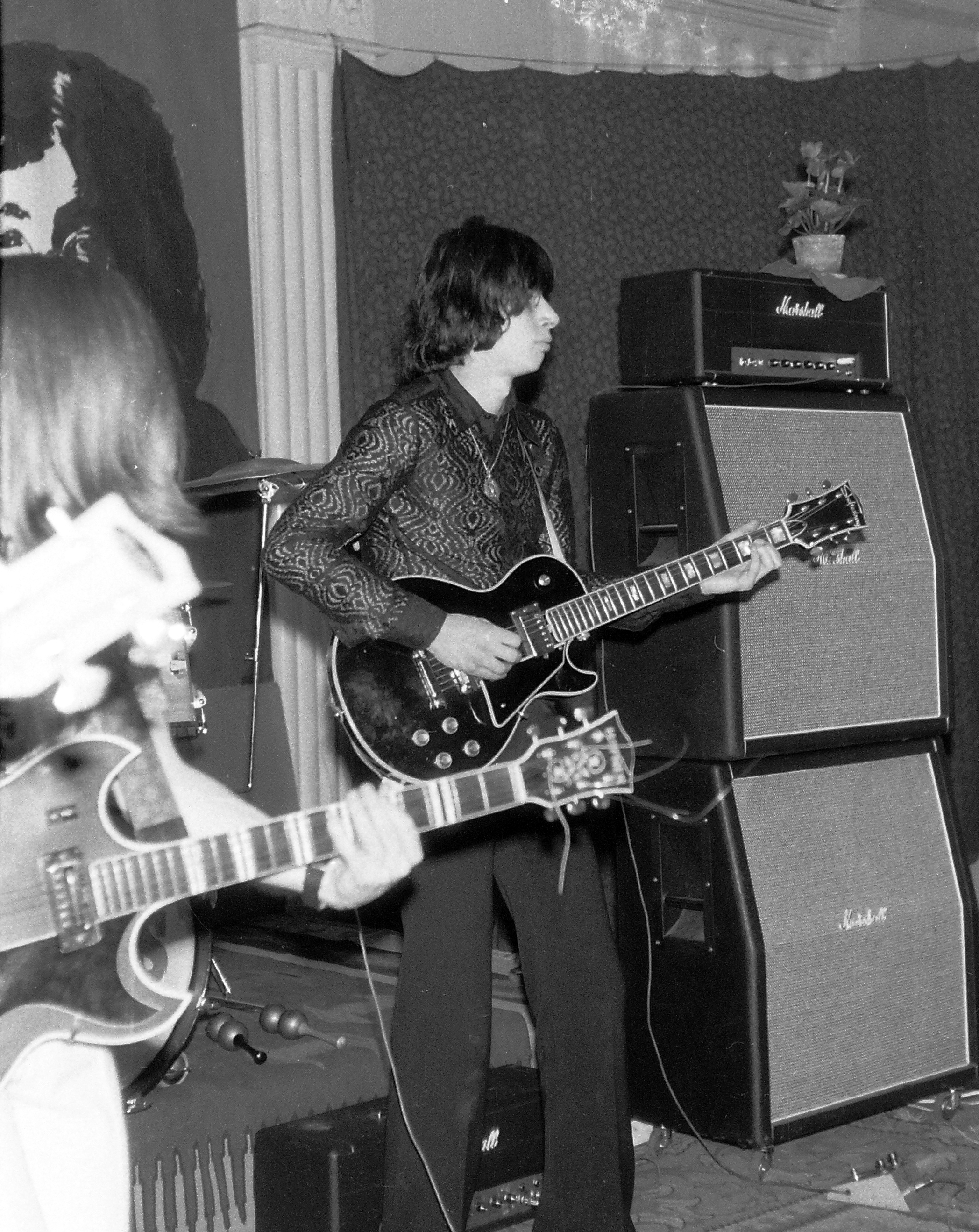
Bródy János (1970)

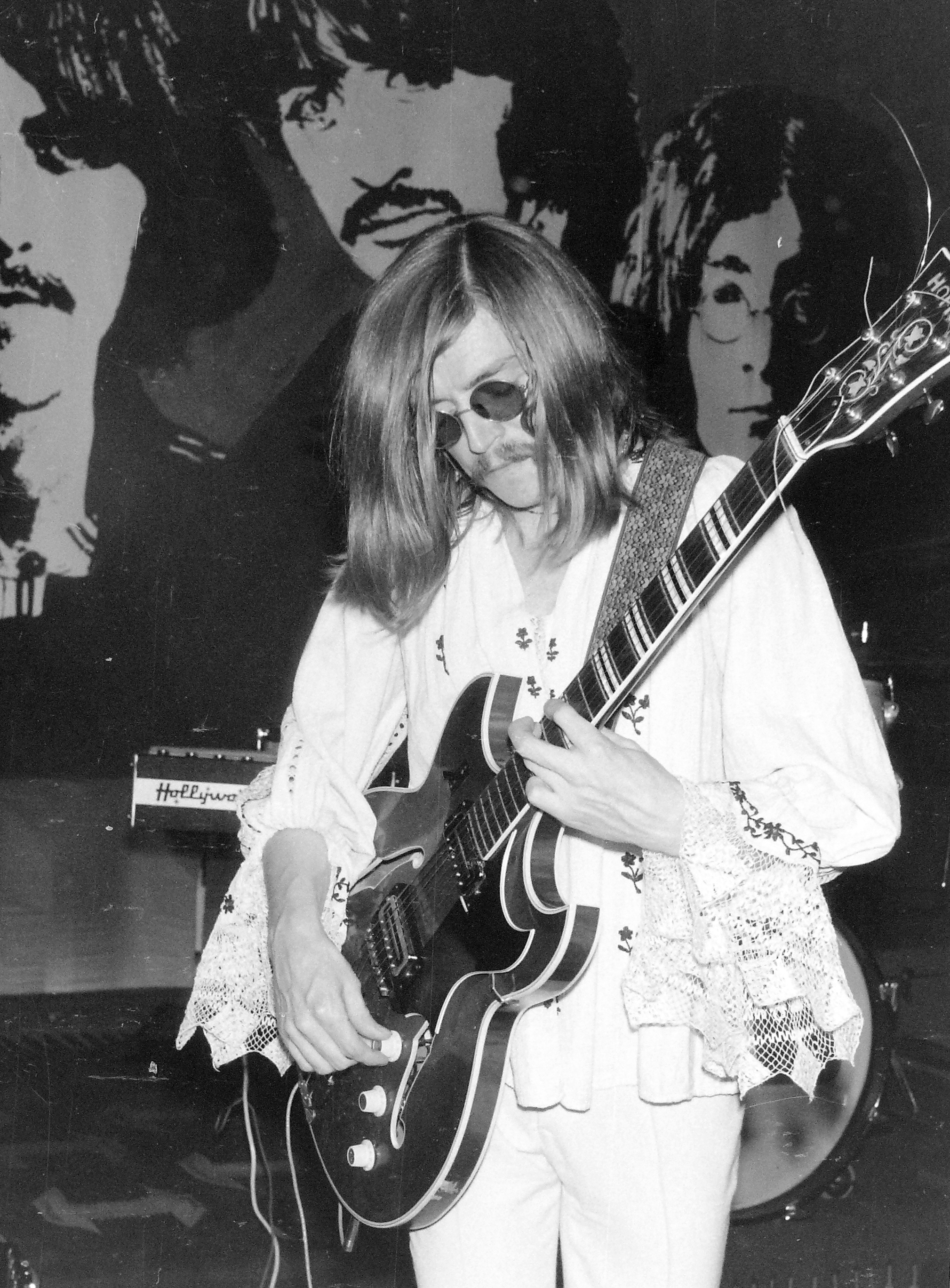
Szörényi Levente (1970)

A dalszerzők napját Magyarországon minden évben október 8-án tartják, ezt az ünnepet először 2018-ban hívta életre az Artisjus Egyesület, hogy felhívja a figyelmet a zenei produkciók mögött dolgozó dalszerzők munkájára és a dalok társadalmi, kulturális szerepére. Az ünnep időpontját Bródy János és Szörényi Levente „Óh, mondd” című dalának 1965-ös premierjéhez kötötték, ami a fellelhető adatok alapján az első magyar nyelvű rockdal, amit közönség előtt játszottak. 

## Története
A dalszerzők napja alkalmából rendszerint koncerteket, dalpremiereket, közösségi eseményeket, videókampányokat szerveznek. Az ünnep elindulásakor, 2018-ban több ismert előadó és szerző (pl. Freddie  - Csarnai Bori, Péterfy Bori - Tariska Szabolcs, Margaret Island - Hujber Szabolcs, Molnár Tamás – Radics Gigi) készült közös videóval, ami arra hívta fel a figyelmet, hogy az előadó nem minden esetben azonos a dalszerzővel. A videókban az előadó adott dalát köszönte meg a szerzőjének.

### 2020-as pandémiai kezdeményezések
A Covid-19 pandémia során az Artisjus mobilvideó pályázatot hirdetett dalszerzők számára. Ennek keretében 74 szerző készített videót, ahol dalaik születéséről beszéltek, és a közönség szavazhatott rájuk. A nyertes Varga Livius lett, aki a „Magam adom” című dalának születéséről mesélt.

### Pszichológia és a zene terápiás hatása
A pandémia első hullámai alatt készült kutatás szerint a magyarok háromnegyede nehézségek idején a zenéhez fordul lelki kapaszkodóért. Kőváry Zoltán pszichológus, az Eötvös Loránd Tudományegyetem docense így fogalmazott: „A váratlan, a pszichológia által akcidentálisnak nevezett krízishelyzetekre jellemző, hogy a korábbi, bevált megküzdési eszközeink nem adnak nekünk elegendő segítséget, hogy legyűrjük az ekkor keletkező szorongást, az aggodalmakat, és felül tudjunk emelkedni az ilyenkor óhatatlanul megjelenő veszteségek hatásain. Ilyenkor az embernek plusz forrásokra van szüksége, és a művészet, kivált a zene hatékony segítséget tud nyújtani ezen források felkutatásában.”

### Rekordkísérlet
2022-ben 37 magyar dalszerző, többek között Bérczesi Róbert, Hien, Jónás Vera és Müller Péter Sziámi közösen alkotta meg az „Ez a dal mindenkié” című dalt, amely magyar rekordot állított fel a legtöbb szerző által írt dal kategóriában. 

### Mesterséges intelligencia és a zene
2023-ban egy mesterséges intelligenciával végzett kísérlet keretében a közönség három dalt hallgathatott meg, hogy megtippeljék, melyiket írta ember és melyiket a mesterséges intelligencia (MI). Az eredmények szerint a magyar közönség 72,6%-a felismerte az emberi szerzeményeket. Dés László az MI zenében betöltött szerepéről így nyilatkozott: „Ahogy az internet vagy a mobiltelefon is baromi jó, a mesterséges intelligencia is lehet az – de minden attól függ, hogyan használjuk. Ha bizonyos ötletek megvalósításában segítségül hívjuk, az még rendben lehet. Viszont az már baj, ha miatta eltávolodunk az embertől és az emberi zenéléstől, mert az páratlan és pótolhatatlan.”

### Iskolai koncertek és dokumentumfilm
2024-ben a Dalszerzők Napja alkalmából országszerte 13 oktatási intézmény adott otthont egy-egy rendhagyó szerzői koncertnek, amit egykori diákjaik tartottak. Pápai Joci, Dallos Bogi, Szabó Balázs és a programban részt vevő többi művész saját alma materébe való visszalátogatásának legfontosabb pillanatairól egy dokumentumfilm is készült.